# Carramba che rumba!
Carramba che rumba! è il ventiduesimo album della cantante pop italiana Raffaella Carrà, pubblicato nel 1996 dall'etichetta discografica Nuova Fonit Cetra.

## Il disco
Pubblicato sull'onda del grande successo di Carràmba! Che sorpresa, trasmissione che vede il ritorno in RAI della Carrà dopo l'esperienza televisiva in Spagna, alterna ballate romantiche a ritmi di rumba.
L'album è stato distribuito in tre edizioni:
- CD (CDL 412) Fonit Cetra
- Audiocassetta (MCX 412) Fonit Cetra
- CD (fuori commercio) della Rai, con una copertina leggermente differente, che fa parte di un cofanetto promozionale di 3 (catalogo CTD 45/47 DDD) insieme agli album Appropriazione indebita di Gino Paoli e Quartetto d'archi di Edoardo Bennato
- nel 2019, ancora della Fonit, in LP promo (TLPX 412) stampato su vinile grigio trasparente.[1]

La fotografia in copertina è di Marinetta Saglio. Non risultano singoli estratti da questo album.
Il 13 Giugno 2025, è stata resa disponibile la versione digitale del disco. Rispetto all'edizione già caricata nel 2021, questa possiede sia la copertina che le tracce originali.

## I brani
- Carramba che sorpresa
Canzone usata come sigla iniziale del programma omonimo nelle prime tre stagioni trasmesse: 1995,[3][4] 1996[5][6] e 1998.[7][8]
Il video è disponibile sul DVD del cofanetto Raffica Carrà del 2007.

- Sarà perché
Canzone scritta da un giovane Luca Laurenti.

- Niente di importante 
Una cover è stata cantata da Pamela Petrarolo nella quarta edizione (94-95) della trasmissione televisiva Non è la Rai è stata inserita nel suo secondo album da solista con porta lo stesso titolo.[9]

## Tracce
1. Una aventura (Un'avventura) – 3:35 (testo: Ignacio Ballesteros – musica: Lucio Battisti)
2. Rumba Mix 1 (medley) – 6:04 (AA.VV.)
3. Sarà perché[10] – 3:43 (Luca Laurenti)
4. Rumba Mix 2 (medley) – 4:11 (AA.VV.)
5. Te estoy amando locamente – 3:40 (Felipe Campuzano)
6. Rumba Mix 3 (medley) – 4:27 (AA.VV.)
7. Niente di importante – 3:22 (testo: Francesco Migliacci Junior – musica: Stefano Acqua)
8. Acqua azzurra, acqua chiara – 3:49 (testo: Mogol – musica: Lucio Battisti)
9. Resta insieme a noi – 4:28 (testo: Andrea Lo Vecchio, Maskva[11] – musica: Beppe D'Onghia, Guido Maria Ferilli; edizioni musicali Havana s.r.l.)
10. Carramba che sorpresa – 3:13 (testo: Alberto Testa – musica: Sergio Dall'Ora; edizioni musicali Heinz Music s.r.l.)

## Formazione

### Artista
- Raffaella Carrà - voce

### Musicisti
- Luca Degani, Sergio Dall'Ora - tastiere, programmazione
- Gerardo Nunez, Mauro Di Domenico - chitarre in Acqua azzurra, acqua chiara
- Archensemble Di Verona - archi
- Maria Cristina Vicentini, Lorella Baldin - primi violini
- Steve Menato - sassofono
- Mauro Ottolini - trombone
- Daniele Giardina - tromba
- Pino Cangialosi, Luca Degani - collaborazione agli arrangiamenti
- Claudio 'Fabien' Magnani, Elena Ferretti, Los Gitanos Madrilenos, Patrizia Saitta, Stefano Bozzetti - cori